# Neorphula
Neorphula is een geslacht van rechtvleugeligen uit de familie veldsprinkhanen (Acrididae). De wetenschappelijke naam van dit geslacht is voor het eerst geldig gepubliceerd in 2004 door Donato.

## Soorten
Het geslacht Neorphula  is monotypisch en omvat slechts de volgende soort:
- Neorphula latipennis (Bruner, 1911)